# Smaragdus

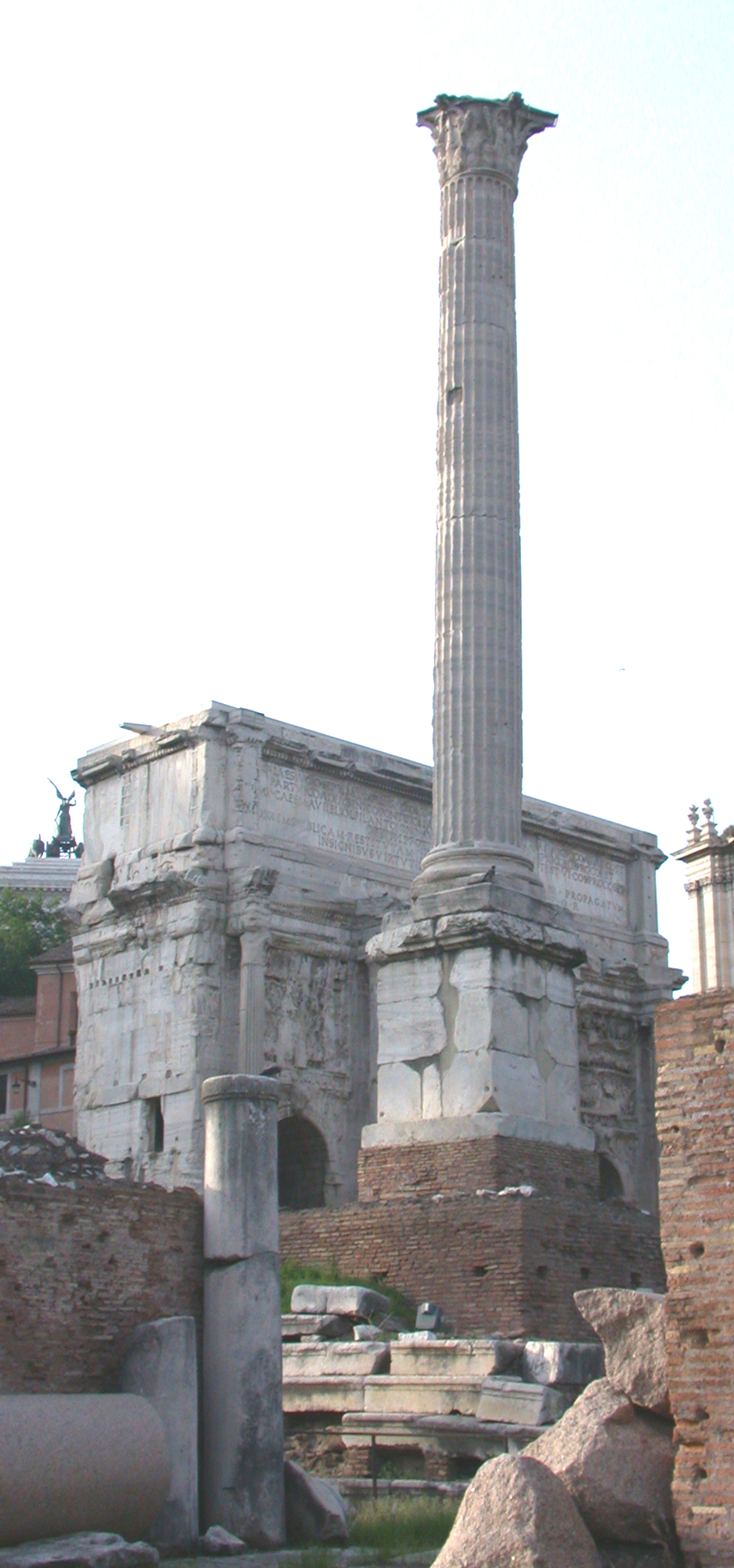
Coloana împăratului Focas al Bizanţului, edificată de Smaragdus în Forumul Roman.

Smaragdus a fost exarh bizantin de Ravenna în două rânduri, între 585 și 589 și între 603 și 611.
În primul său mandat, Smaragdus a încheiat o alianță cu francii și cu avarii împotriva dușmanului imediat al exarhatului, longobarzii și se părea că bizantinii au forța de a elimina puterea longobardă din Italia înainte ca aceasta să se instituie. Cu toate acestea, efortul lui Smaragdus nu s-a concretizat, dat fiind că francii nu erau dornici să se confrunte cu longobarzii. O achiziție notabilă pe plan militar din timpul primei sale exercitări a funcției de exarh de Ravenna a fost recuperarea Classis, portul Ravennei, din stăpânirea longobarzilor, eveniment petrecut în 588.
Smaragdus s-a mai făcut remarcat pentru violența sa la adresa susținătorilor episcopilor schismatici în timpul "Schismei celor Trei Capitole". Printre aceștia se număra și Severin de Aquileia și partizanii acestuia, iar apoi episcopul de Grado, căruia Smaragdus i-a ordonat să se prezinte la Ravenna pentru a participa la un sinod. Atunci când respectivul conciliu a eșuat în a reglementa unele chestiuni teologice majore, Smaragdus l-a forțat pe arhiepiscop să își declare loialitatea față de credința ortodoxă. Modul său violent de a rezolva disputele, combinat cu unele acuze de nebunie, a condus la îndepărtarea sa din funcție în 589.
În 603, împăratul bizantin Focas l-a restabilit pe Smaragdus în vechea funcție de exarh. Smaragdus a preluat de la predecesorul său, Callinic, un nou război în plină desfășurare cu longobarzii și a refuzat să renunțe la fiica regelui longobard Agilulf și la soțul acesteia, ambii capturați de către bizantini încă din 601. În același an, regele Agilulf a asediat Cremona cu sprijinul avarilor, cucerind-o la 21 august 605, după care a distrus orașul din temelii. În continuare, regele longobard a capturat Mantova, la 1 septembrie. Când longobarzii au ajuns în dreptul fortăreței de la Vulturina, garnizoana s-a predat, dând foc orașului Brescello în timpul retragerii. Smaragdus a fost astfel nevoit să îi elibereze pe ostateci în aprilie 605, pentru a obține astfel pacea. Starea de pace cu longobarzii s-a menținut pe tot restul mandatului lui Smaragdus.
Smaragdus a edificat o statuie aurită a împăratului Focas, pe așa-numita coloană a lui Focas, situată în Forumul Roman. După ce Focas a fost depus de către Heraclius în 610, Smaragdus a fost din nou înlocuit, de această dată de către Ioan I Lemigius.